# Fawsley
Fawsley – osada w Anglii, w hrabstwie Northamptonshire, w dystrykcie (unitary authority) West Northamptonshire. Leży 20 km na zachód od miasta Northampton i 107 km na północny zachód od Londynu.